# Katastrofa lotu Garuda Indonesia 035
Katastrofa lotu Garuda Indonesia 035 – katastrofa lotnicza, która wydarzyła się 4 kwietnia 1987 roku. DC-9 narodowych linii lotniczych Indonezji Garuda Indonesia rozbił się podczas podejścia do lądowania na lotnisku Medan-Polonia. W wypadku zginęły 23 osoby.

## Samolot
Samolot McDonnell Douglas DC-9-32 został zbudowany w 1976 roku. W wyniku wypadku, samolot został uszkodzony nie do naprawienia.

## Przebieg wypadku
Lot 035 podchodził do lądowania na lotnisku w Medan. Samolot uderzył w linie energetyczne i rozbił się tuż przed pasem startowym. Samolot rozpadł się, ogon maszyny oddzielił się i wybuchł pożar. Większość ocalałych uciekła przez pęknięcia w kadłubie, a 11 osób zostało wyrzuconych z samolotu. Czterech z ośmiu członków załogi zginęło, a 19 pasażerów odniosło śmiertelne obrażenia w wyniku wdychania dymu i oparzeń. Czterech członków załogi i 18 pasażerów odniosło poważne obrażenia. Wszystkie ofiary śmiertelne były skutkiem pożaru, a nie uderzenia w ziemię. 